# Sheikh Mujibur Rahman
O Sheikh Mujibur Rahman (em bengali, শেখ মুজিবুর রহমান; romanizado como: Shekh Mujibur Rôhman) (17 de março de 1920 – 15 de agosto de 1975), também conhecido como Sheikh Mujib ou simplesmente Mujib,  foi o primeiro presidente do Bangladesh.
Foi o líder fundador de Bangladesh, considerado o Pai da Pátria. Encabeçou a Liga Awami, serviu como primeiro presidente do Bangladesh e, mais tarde, foi o primeiro-ministro. É popularmente conhecido como  Sheikh Mujib  e pelo título honorífico de Bangabandhu (বঙ্গবন্ধু Bôngobondhu, "Amigo de Bengala"). A sua filha mais velha, Sheikh Hasina, é a atual líder da Liga Awami e ex primeira-ministra do Bangladesh.
O Sheikh Mujib tornou-se primeiro-ministro de Bangladesh em janeiro de 1975, dentro do sistema parlamentarista adotado pelo novo país. Em seu governo, começou a vigorar uma nova constituição, que proclamava o socialismo e a democracia secular. Em  1973, nas primeiras eleições gerais do país, seu partido, a Liga Awami, obteve uma grande vitória. Todavia, Mujib enfrentaria grandes dificuldades para governar, dados o crescente desemprego, a pobreza e a corrupção reinante. Além disso, uma grave crise de abastecimento alimentar explodiu em 1974. O governo era criticado por negar o reconhecimento de minorias indígenas e acusado de violações dos direitos humanos que eram cometidas pelas forças de segurança, sobretudo pelas milícias da Força de Defesa Nacional. Em meio à crescente agitação política, Mujib introduziu a regra do partido único, em janeiro de 1975. Seis meses depois de assumir o governo, ele e a maior parte de sua família foram assassinados por um grupo de oficiais do Exército de Bangladesh, durante um golpe militar que decretou a lei marcial em todo o país.
Em uma pesquisa da BBC realizada em 2004, Mujib foi eleito o maior bengalês de todos os tempos.